# Guy Nickalls
Guy Nickalls (Sutton, 13 novembre 1866 – Leeds, 8 luglio 1935) è stato un canottiere britannico.
Ha vinto la medaglia d'oro olimpica nel canottaggio alle Olimpiadi 1908 tenutesi a Londra, in particolare nella gara di otto maschile.
Era il padre di un altro canottiere, Guy Oliver Nickalls, vincitore di due medaglie d'argento olimpiche, una alle Olimpiadi 1920 e una alle Olimpiadi 1928.